# Pembina (Manitoba)
Pembina es un municipio canadiense situado en la provincia de Manitoba.

## Superficie
Pembina tiene una superficie de 1130,57 km².

## Demografía
En 2021, tenía 2406 habitantes, una densidad poblacional de 2,1 hab./km², y 1002 viviendas.